# 프랭크 윌리엄스 (포뮬러 원)
프랜시스 오웬 가버트 윌리엄스 경 CBE (Sir Francis Owen Garbett Williams, 1942년 4월 16일 ~ 2021년 11월 28일)은 영국의 사업가, 레이싱 드라이버, 윌리엄스 F1 팀 창립자이다. 1977년부터 2020년까지 윌리엄스 F1 팀의 수석으로 재직하면서 컨스트럭터 챔피언 9회, 드라이버 챔피언 7회를 달성했다.
1942년 잉글랜드 더럼주 사우스실즈에서 태어났다. 1966년 프랭크 윌리엄스 레이싱 카를 설립하고 브래범 포뮬러 원 섀시를 구입하여 1969년 포뮬러 원 시즌에 피어스 커리지 선수를 출전시켜 두 번 2위를 달성했다. 재정난 속에서 팀을 운영하며 1979년 영국 그랑프리에서 클레이 레가조니가 탑승한 윌리엄스 FW07로 첫 우승을 차지했다. 1980년 포뮬러 원 시즌에서 앨런 존스의 드라이버 챔피언 타이틀과 동시에 컨스트럭터 챔피언을 최초로 달성했으며, 1981년부터 1997년 사이에 6회 드라이버 챔피언, 8회 컨스트럭터 챔피언을 달성했다.
2012년 3월 윌리엄스 F1의 이사직을 딸인 클레어 윌리엄스에게 맡기고 사임하였으나 팀 수석직을 유지하였다. 2020년 9월 팀이 매각되면서 윌리엄스 팀과 관련된 업무에서 물러났다. 2021년 11월 26일 서리주의 병원에 입원하였으며 이틀 후인 11월 28일에 사망하였다.

## 서훈
윌리엄스는 1987년 엘리자베스 2세로부터 대영 제국 훈장 사령관을 서훈받았으며, 1999년 기사 작위를 서훈받았다. 르노 F1 엔진에 기여한 공로로 프랑스로부터 레지옹 도뇌르 훈장 기사 작위를 받았다.

### 국내 서훈
- 영국:
  -  대영 제국 훈장 사령관 (1986)

### 해외 서훈
- 프랑스:
  -  레지옹 도뇌르 훈장 기사